# ادیمیلسون
ادیمیلسون (انگلیسی: Edimílson؛ زادهٔ ۱۵ اکتبر ۱۹۸۷) بازیکن فوتبال اهل برزیل است.
از باشگاه‌هایی که در آن بازی کرده‌است می‌توان به باشگاه فوتبال بلننسس، باشگاه فوتبال سانتوس، و باشگاه فوتبال اتلتیکو مینیرو اشاره کرد.